# El Manzano Histórico
El Manzano o El Manzano Histórico es una localidad ubicada en el distrito Los Chacayes, departamento Tunuyán, provincia de Mendoza, Argentina. 
Se encuentra en el cruce de las rutas provinciales 89 y 94, las cuales la vinculan al nordeste con Tupungato y al este con Tunuyán respectivamente. Es atravesada por los arroyos Las Pircas y Arroyo Grande.
La zona lleva ese nombre porque se cree que en un árbol del lugar descansó José de San Martín tras su regreso de la campaña a Chile. Es una zona con alto perfil turístico, enclavada en el camino a un potencial centro de esquí y el paso cordillerano El Portillo. La reserva natural de la zona fue ampliada en 2012 para proteger una extensa área entre el volcán Tupungato y la laguna del Diamante.

## Reserva Manzano Histórico
Situada en la cordillera de los Andes, esta reserva es única por su paisaje de cristalinos arroyos y su riqueza histórico-cultural. Aquí se encuentra el paso cordillerano que cruzó el Gral. San Martín a su regreso de la Campaña Libertadora en 1823 y el famoso naturalista Charles Darwin, unos años después. Asimismo es un área de ricos recursos hídricos; en cordillera presenta importantes masas glaciarias y es cabecera de ríos y arroyos.
Este valle de clima árido, rodeado de picos nevados, quebradas y una prominente vegetación fue el lugar elegido por el Libertador de América, Gral. José de San Martín, para descansar luego de su campaña en Chile y Perú. El nombre de esta área protegida hace referencia a ese hecho histórico ya que según los especialistas, el general descansó bajo un pabellón de ponchos, en la actual reserva. En conmemoración a este hecho se erigió el monumento del prócer, que hoy es un ícono del sitio.
Por su alto valor paisajístico, natural, histórico y cultural, el Manzano Histórico fue declarado reserva natural en el año 1994. Recién en el 2012 se amplió hacia todo el oeste del departamento Tunuyán, denominándose desde entonces “Manzano-Portillo de Piuquenes” por la Ley 8400.

### Herencia cultural e histórica
La Reserva protege una importante muestra que abarca 8.000 años ininterrumpidos de historia comenzando con los primeros pobladores, cazadores-recolectores que vivían de la flora y fauna de la zona.
Luego estas sociedades se volvieron sedentarias y comenzaron a cultivar sus propios alimentos; descubrieron la cerámica lo cual modificó profundamente su alimentación y estilo de vida. Los Incas y los españoles influyeron en la cultura de los Huarpes que fueron los últimos indígenas que habitaron el lugar.
Después de unos años de la llegada de los españoles, las órdenes jesuitas comenzaron a montar estancias en las que se producían cultivos y ganado. Debido a la cercanía con el Paso del Portillo es que, en el siglo XVII, se comienza a traficar ganado por allí. Las crónicas relatan arreos de 3.000 y 4.000 cabezas de ganado. Luego del destierro de los jesuitas el tráfico continuó en manos de estancieros y contrabandistas.

## Lugar de descanso e inspiración de grandes figuras

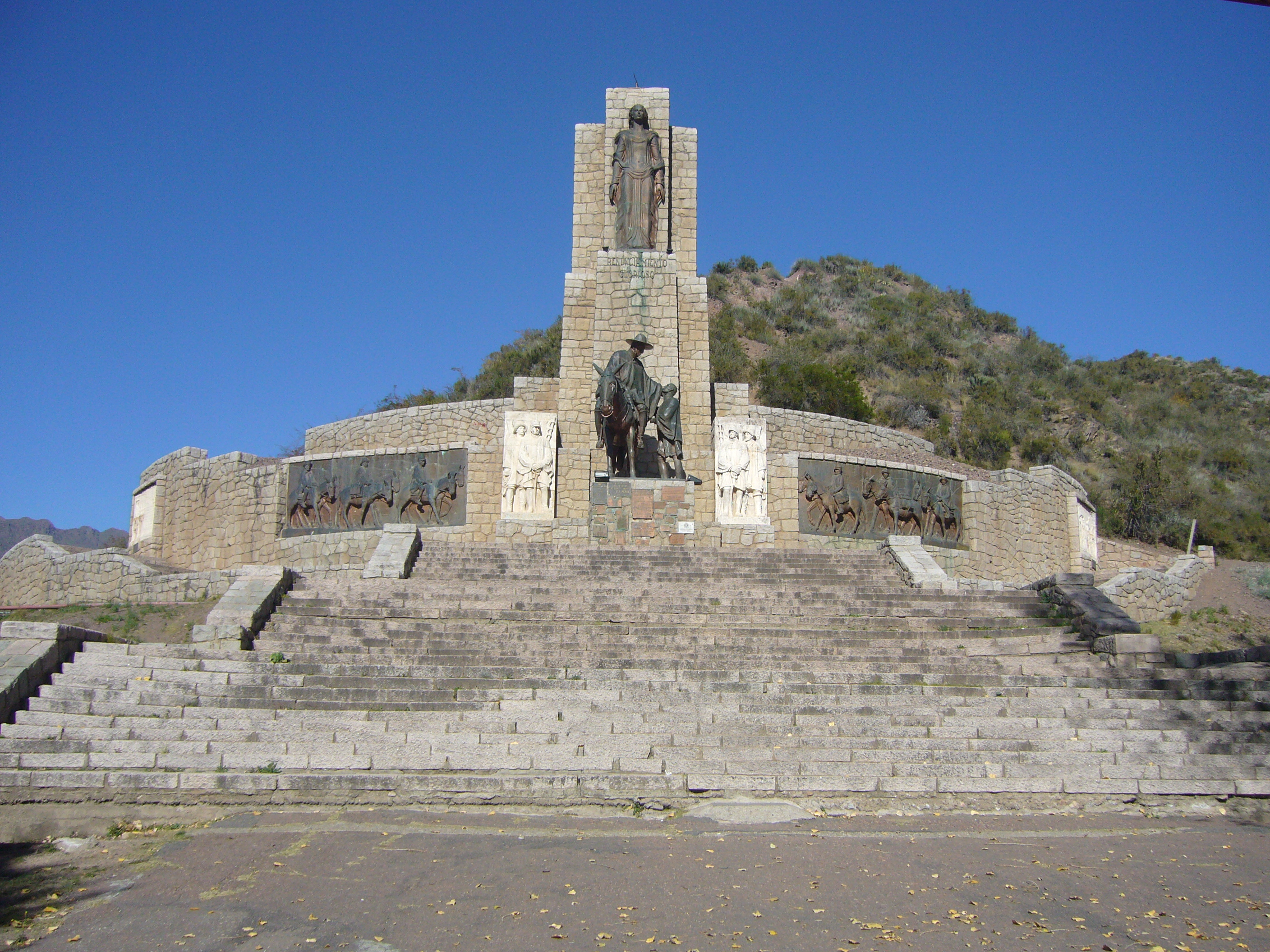
Monumento del Manzano Histórico, Tunuyán

Uno de los hechos históricos más importantes es el paso y descanso del Gral. San Martín luego de entregar la campaña libertadora al Gral. Bolívar en Perú. En el Museo Sanmartiniano que posee la reserva, se conserva aún un retoño de aquel árbol que dio origen al nombre del sitio donde transitó el Libertador de América.
También el paso cordillerano a Chile, denominado Portillo Argentino vio pasar a personajes de la historia mundial como Charles Darwin quien describe este sitio y el Valle del Río Tunuyán, en su “Diario de Viaje Alrededor del Mundo”.
Hay propuestas de gran valor histórico como la visita al Monumento del Retorno del Gral. San Martín, el Retoño del Manzano Histórico y la muestra Sanmartiniana. El Museo Arqueológico posee piezas claves para entender el origen de los primeros habitantes del lugar, sus costumbres y prácticas propias de su cultura.

## Descripción del lugar
Pintoresco valle de clima árido, rodeado de picos nevados y quebradas de la Cordillera de Los Andes. En zonas que no son de acceso público posee cumbres de 5.000 m hasta cerros de 6.000 m, más al sur de la Cordillera de Los Andes.

### Flora
Entre los ejemplares de flora nativa más representativos está el chacal, la carqueja y el cedrón. También encontramos cactus, pastizales -como el coirón-, jarilla y algunas especies aromáticas como el tomillo y el chil-chil de la sierra. También es frecuente la presencia de una especie invasora, la rosa mosqueta que es muy agresiva para el medio natural y va ocupando los espacios donde se han extraído especies nativas.

### Fauna
Antes, era frecuente hallar pumas, guanacos, choiques y zorros. Estas especies hoy se encuentran en zonas más altas, alejadas de los asentamientos humanos. La especie invasora más habitual es la liebre europea. En los ambientes acuáticos habitan aves como el martín pescador, las garzas y en los rápidos arroyos de montaña encontramos ejemplares de pato del torrente.

## Eventos

### Festival Nacional de la Tonada
El primer Festival Nacional de la Tonada, en ese entonces denominado "Festival Cuyano de la Tonada, Vendimia y del Canto Nacional", se desarrolló en esta localidad en noviembre de 1972 cuando un grupo de reconocidos folkloristas convocó a un evento en el Manzano Histórico con el objetivo de celebrar las tradiciones de la región. El evento tuvo la presencia de figuras como Los Chalchaleros, Los Quilla Huasi, Hernán Figueroa Reyes, Daniel Toro, Los Cantores de Cuyo y Chacho Santa Cruz. El lema de la celebración fue "Tunuyán, cuna de la tonada".
En 1973, la celebración tuvo su segunda edición, en el mismo lugar, donde se vivió lo más representativo de la tradición y el folclore cuyano, proclamándose nuevos valores del canto popular, además de premiarse a la mejor tonada, resultando ganadora en ese entonces el tema «Ándale tonada» de Jorge Viñas que interpretó Hernán Figueroa Reyes. Guitarreros y cantores nativos, artistas e invitados, concursantes, se reunieron alrededor de una peña de alegría y unión. El festival se llevó a cabo en el marco de la Fiesta Departamental de la Vendimia, donde fue electa como reina, María Noemi Sebastianelli, quien semanas más tarde, se convertiría en Reina Nacional de la Vendimia 1973.
Luego de no celebrarse entre 1974 y 1981 por diferentes razones, el Festival volvió a organizarse en 1982, manteniendo su sede hasta 1989 cuando se trasladó al actual Anfiteatro Municipal de Tunuyán, en la villa cabecera del departamento, donde se celebra actualmente.

### Bicentenario del Retorno a la Patria
En enero de 2023, la Municipalidad de Tunuyán organizó en la localidad un mega evento, que se extendió por 4 días, en conmemoración del Bicentenario del Retorno a la Patria del Gral. Don José de San Martín, el 29 de enero de 1823, luego de liberar Chile y Perú en su campaña libertadora.
Exposiciones, espectáculos artísticos, homenajes, disertaciones, un show de video mapping sobre el Monumento Retorno a la Patria y un histórico Desfile Cívico Militar, a los pies del mismo, fueron las actividades que se destacaron en el programa de festejos.